# Jyotiba Phule Nagar (distrikt)
Jyotiba Phule Nagar (hindi: ज्योतिबा फुले नगर ज़िला, urdu: جیوتیبا پھولے نگر ضلع) er et distrikt i den indiske delstat Uttar Pradesh. Distriktets hovedstad er Amroha. 

## Demografi
Ved folketællingen i 2011 var der 1,838,771 indbyggere i distriktet, mod 1,499,068 i 2001. Den urbane befolkning udgør 24,83 % af befolkningen.
Børn i alderen 0 til 6 år udgjorde 15,84 % i 2011 mod 20,16 % i 2001. Antallet af piger i den alder per tusinde drenge er 911 i 2011.